# Heterogomphus schoenherri
Heterogomphus schoenherri är en skalbaggsart som beskrevs av Hermann Burmeister 1847. Heterogomphus schoenherri ingår i släktet Heterogomphus och familjen Dynastidae. Inga underarter finns listade i Catalogue of Life.